# 일본 방위장비청
방위장비청(일본어: 防衛装備庁 보에소비쵸[*], Acquisition, Technology & Logistics Agency, 약칭: ATLA)은 일본의 행정기관이다.

## 설치 근거 및 소관 업무

### 설치 근거
- 방위성설치법 제35조

### 소관 업무
- 장비품 등의 개발 및 생산을 위한 기반의 강화
- 연구 개발, 조달, 보급 밑 관리의 적정하고 효율적인 대행 및 국제협력의 추진

## 연혁
- 1952년(쇼와 27년) 8월: 해상보안청에 기술연구소를 설치.
- 1954년(쇼와 29년) 7월: 기술연구소를 방위청으로 이전.
- 1954년(쇼와 29년) 7월 1일: 방위청에 조달실시본부를 설치.
- 1958년(쇼와 33년) 5월: 기술연구소를 기술연구본부로 개편.
- 2001년(헤이세이 13년) 1월 6일: 조달실시본부를 폐지하고, 계약본부를 설치.
- 2006년(헤이세이 18년) 7월 31일: 계약본부를 폐지하고, 장비본부를 설치.
- 2007년(헤이세이 19년) 9월 1일: 장비본부를 폐지하고, 장비시설본부를 설치.
- 2015년(헤이세이 27년) 10월 1일: 장비시설본부와 기술연구본부를 통합하여, 방위장비청을 설치.

## 조직

### 간부
- 장관 1인
- 차장 1인

### 내부부국

#### 장관관방
- 장비관
- 심의관
- 총무관
- 인사관
- 회계관
- 감찰감사·평가관
- 장비개발관
- 선박시설관

#### 장비정책부
- 장비제도관리관
- 장비정책과
- 국제장비과

#### 프로젝트관리부
- 프로젝트관리총괄관
- 사업회계관
- 통합장비계획관
- 사업감리관
- 장비기술관

#### 기술전략부
- 혁신기술전략관
- 기술회계관
- 기술진흥관
- 기술전략과

#### 조달관리부
- 조달총괄관
- 원가관리관
- 기업조사관
- 조달기획과

#### 조달사업부
- 군수품조달관
- 무기조달관
- 전자음향조달관
- 선박조달관
- 통신전기조달관
- 항공기조달관
- 수입조달관

### 심의회 등
- 방위조달심의회

### 시설등기관
- 항공장비연구소
- 육상장비연구소
- 함정장비연구소
- 전자장비연구소
- 선진기슬추진센터
- 삿포로시험장
- 시모키타시험장
- 기후시험장

## 같이 보기
- 방위장비청 장관
- 방위장비청 차장
- 대한민국 방위산업청